# Provinciile Irlandei
Irlanda este împărțită în patru regiuni sau provincii: Connaught în V, Leinster în S-E, Munster în S-V și Ulster în N (nordul Ulsterului reprezintă regiunea Irlanda de Nord și ține de Regatul Unit).
Fiecare regiune e împărțită în comitate (corespondentul județelor din România), avându-se arătate și reședințele lor de comitat. 

## Connaught[1]
- Galway – Galway
- Leitrim – Carrick-on-Shannon
- Mayo – Castlebar
- Roscommon – Roscommon
- Sligo – Sligo

## Leinster[1]
- Carlow – Carlow
- Dublin – Dublin
- Kildare – Naas
- Laois – Port Laoise
- Longford – Longford
- Louth – Dundalk

## Munster[1]
- Clare – Ennis
- Cork – Cork
- Kerry – Tralee
- Limerick – Limerick
- Tipperary – Nenagh & Clonmel
- Waterford – Waterford

## Ulster[2]
- Cavan [1] – Cavan
- Donegal [1] – Lifford
- Monaghan [1] – Monaghan
- Antrim [3] – Antrim
- Armagh [3] – Armagh
- Down [3] – Downpatrick
- Fermanagh [3] – Enniskillen
- Londonderry/Derry [3] – Londonderry/Derry
- Tyrone [3] – Omagh

| Provincie (în engleză) | Blazon | Nume irlandez             | Populație (nr. loc., în 2016) | Arie (kmp) | Densitate (loc./kmp) | Nr. de comitate tradiționale | Cel mai mare oraș |
| ---------------------- | ------ | ------------------------- | ----------------------------- | ---------- | -------------------- | ---------------------------- | ----------------- |
| Connacht               |        | Connachta Cúige Chonnacht | 550.742                       | 17.711     | 31,1                 | 5                            | Galway            |
| Leinster               |        | Laighin Cúige Laighean    | 2.630.720                     | 19.801     | 132,9                | 12                           | Dublin            |
| Munster                |        | Mumhain Cúige Mumhan      | 1.280.020                     | 24.675     | 51,9                 | 6                            | Cork              |
| Ulster                 |        | Ulaidh Cúige Uladh        | 2.158.257                     | 22.067     | 97,8                 | 9                            | Belfast           |

1. 1 2 3 4 5 6  Ține de Republica irlandeză
2. ↑  Împărțită între britanici și irlandezi
3. 1 2 3 4 5 6  Ține de Coroana britanică